# Dissé-sous-Ballon
Dissé-sous-Ballon is een plaats en voormalige gemeente in het Franse departement Sarthe (regio Pays de la Loire) en telt 121 inwoners (2004). De plaats maakt deel uit van het arrondissement Mamers. Dissé-sous-Ballon is op 1 januari 2019 gefuseerd met de gemeente Marolles-les-Braults tot een nieuwe gemeente, eveneens geheten Marolles-les-Braults. 

## Geografie
De oppervlakte van Dissé-sous-Ballon bedraagt 3,5 km², de bevolkingsdichtheid is 34,6 inwoners per km².
De onderstaande kaart toont de ligging van Dissé-sous-Ballon met de belangrijkste infrastructuur en aangrenzende gemeenten.

## Demografie
Onderstaande figuur toont het verloop van het inwonertal (bron: INSEE-tellingen).